# فريدريك لاسين
فريدريك لاسين (20 فبراير 1986 - ) هو مدرب كرة قدم ولاعب كرة قدم دانمركي في مركز الهجوم. لعب مع Ølstykke FC ‏.